# Felicien Kabuga
Felicien Kabuga (Muniga, 1933) is een Rwandees zakenman en een van de hoofdverdachten van de Rwandese Genocide, die in 1994 plaatsvond. Bij deze volkerenmoord kwamen 800.000 tot 1 miljoen Tutsi's en gematigde Hutu's om het leven. Kabuga zou deze genocide hebben gefinancierd en in 1992 begonnen zijn met het kopen van kapmessen en ander gereedschap dat bij de genocide werd gebruikt. In 1997 heeft het Rwandatribunaal hem in staat van beschuldiging gesteld onder meer wegens genocide, medeplichtigheid aan en opruiing tot genocide.
Op 14 juni 2008 werd bericht dat Kabuga in Kenia gearresteerd was. Volgens de lokale berichtgeving werd gesuggereerd dat het niet om Kabuga ging, maar om een docent aan de plaatselijke universiteit. Later bleek dat Kabuga hulp heeft gekregen van hooggeplaatste Keniaanse functionarissen en hij werd vroegtijdig vrijgelaten. Op 16 mei 2020 werd Kabuga echt gearresteerd in Asnières-sur-Seine in de buurt van Parijs. Hij werd gearresteerd met het doel hem over te brengen naar Arusha in Tanzania, waar het Internationaal Restmechanisme voor Straftribunalen de resterende zaken afhandelt voor het inmiddels opgeheven Rwandatrbunaal. Kabuga werd in oktober 2020 echter overgeplaatst naar Den Haag omdat zijn verdediging met succes betoogde dat hij in Tanzania onder meer wegens de coronapandemie gevaar zou lopen en dat hij eerst in Den Haag medisch onderzocht moest worden. Op 11 november 2020 werd hij voor het eerst voorgeleid. Op 7 augustus 2023 bepaalde het Internationaal Restmechanisme voor Straftribunalen dat het proces tegen Kabuga werd geschorst omdat hij wegens dementie niet meer terecht kon staan.
Felicien Kabuga heeft zijn deelname aan de genocide altijd ontkend en is zijn onschuld blijven verkondigen.